# Silver Pictures
Silver Pictures es una productora de cinematográfica históricamente afiliada a Warner Bros. Se fundó el 24 de junio de 1980 por el productor Joel Silver. Entre las películas producidas destacan: la trilogía Matrix, la saga Lethal Weapon, V de Vendetta, Predator, Demolition Man o Commando.
En 2012, Silver Pictures y Warner Bros. Pictures cerraron definitivamente el acuerdo que tenían tras 25 años de unión. En 2012, Silver Pictures hizo un pacto de 5 años con Universal Pictures.

## Filmografía de Silver Pictures
| Año  | Película                          | Director            |
| ---- | --------------------------------- | ------------------- |
| 1985 | Brewster's Millions               | Walter Hill         |
| 1985 | Weird Science                     | John Hughes         |
| 1985 | Commando                          | Mark L. Lester      |
| 1986 | Jumpin' Jack Flash                | Penny Marshall      |
| 1987 | Lethal Weapon                     | Richard Donner      |
| 1987 | Depredador                        | John McTiernan      |
| 1988 | Die Hard                          | John McTiernan      |
| 1988 | Acción Jackson                    | Craig R. Baxley     |
| 1989 | Road House                        | Rowdy Herrington    |
| 1989 | Lethal Weapon 2                   | Richard Donner      |
| 1990 | Die Hard 2                        | Renny Harlin        |
| 1990 | Las aventuras de Ford Fairlane    | Renny Harlin        |
| 1990 | Depredador 2                      | Stephen Hopkins     |
| 1991 | El gran halcón                    | Michael Lehmann     |
| 1991 | Ricochet                          | Russell Mulcahy     |
| 1991 | El último boy scout               | Tony Scott          |
| 1992 | Lethal Weapon 3                   | Richard Donner      |
| 1993 | Demolition Man                    | Marco Brambilla     |
| 1994 | The Hudsucker Proxy               | Hermanos Coen       |
| 1994 | Richie Rich                       | Donald Petrie       |
| 1995 | Asesinos                          | Richard Donner      |
| 1995 | Fair Game                         | Andrew Sipes        |
| 1996 | Executive Decision                | Stuart Baird        |
| 1997 | Fathers' Day                      | Ivan Reitman        |
| 1997 | Conspiración                      | Richard Donner      |
| 1998 | Lethal Weapon 4                   | Richard Donner      |
| 1999 | The Matrix                        | Hermanos Wachowski  |
| 2000 | Dungeons & Dragons                | Courtney Solomon    |
| 2000 | Romeo Must Die                    | Andrzej Bartkowiak  |
| 2001 | Exit Wounds                       | Andrzej Bartkowiak  |
| 2001 | Swordfish                         | Dominic Sena        |
| 2003 | Cradle 2 the Grave                | Andrzej Bartkowiak  |
| 2003 | The Matrix Reloaded               | Hermanos Wachowski  |
| 2003 | The Matrix Revolutions            | Hermanos Wachowski  |
| 2005 | Kiss Kiss Bang Bang               | Shane Black         |
| 2006 | V for Vendetta                    | James McTeigue      |
| 2007 | The Invasion                      | Oliver Hirschbiegel |
| 2007 | The Invasion                      | James McTeigue      |
| 2007 | The Brave One                     | Neil Jordan         |
| 2007 | Fred Claus                        | David Dobkin        |
| 2008 | Speed Racer                       | Hermanos Wachowski  |
| 2009 | Ninja Assassin                    | James McTeigue      |
| 2009 | Sherlock Holmes                   | Guy Ritchie         |
| 2010 | The Book of Eli                   | Hughes Brothers     |
| 2011 | Sherlock Holmes: Juego de sombras | Guy Ritchie         |
| 2012 | Proyecto X                        | Nima Nourizadeh     |
| 2014 | Non-Stop                          | Jaume Collet-Serra  |
| 2015 | The Gunman                        | Pierre Morel        |
| 2015 | The Outsider                      | Takashi Miike       |

## Series de Televisión
- Moonlight (2007–2008)
- Veronica Mars (2004–2007)
- Next Action Star (2004)
- Action (1999)

## Filmes con mayor recaudación
| Número | Título                            | Año  | Capital adquirido | Notas                                                          |
| ------ | --------------------------------- | ---- | ----------------- | -------------------------------------------------------------- |
| 1      | The Matrix Reloaded               | 2003 | $281.576.461      | Coproducido con Village Roadshow Pictures y NPV Entertainment  |
| 2      | Sherlock Holmes                   | 2009 | $209.028.679      | Coproducido por Village Roadshow Pictures y Wigram Productions |
| 3      | Sherlock Holmes: Juego de sombras | 2011 | $186.848.418      | Coproducido por Village Roadshow Pictures y Wigram Productions |
| 4      | The Matrix                        | 1999 | $171.479.930      | Coproducido por Village Roadshow Pictures y Groucho II Film    |
| 5      | Lethal Weapon 2                   | 1989 | $147.253.986      |                                                                |
| 6      | Lethal Weapon 3                   | 1992 | $144.731.527      |                                                                |
| 7      | The Matrix Revolutions            | 2003 | $139.313.948      | Coproducido por Village Roadshow Pictures y Wigram Productions |
| 8      | Lethal Weapon 4                   | 1998 | $130.444.603      | Coproducido por Doshudo Productions                            |
| 9      | Die Hard 2: Die Harder            | 1990 | $117.540.947      | Coproducido con Gordon Company                                 |
| 10     | The Book of Eli                   | 2010 | $94.835.059       | Coproducido con Alcon Entertainment                            |